# افروده
افروده (به آلمانی: Everode) یک شهر در آلمان است که در Freden واقع شده‌است. افروده ۴۶۳ نفر جمعیت دارد.